# Ulovići
Ulovići – wieś w Bośni i Hercegowinie, w dystrykcie Brczko. W 2013 roku liczyła 752 mieszkańców, z czego większość stanowili Chorwaci.